# オートルート A12
オートルート A12（Autoroute A12）は、フランスのオートルートの1つ。パリ近郊イヴリーヌ県から、バイイにあるロッケンクール・インターチェンジ（fr）でA13と、ボワ＝ダルシーで国道12号線および国道10号線とつながる。全長8.5kmで、通行料は無料である。
1950年に開通してから延長工事が行われておらず、計画時の状態のままであるオートルートのうちでは国内最古のものである。このオートルートは、イヴリーヌ県で最も早く自動速度違反取締装置が設置された道路の1つである。
モンティニー＝ル＝ブルトンヌーからエサール＝ル＝ロワまでの延長工事が、2004年に当時の運輸大臣ジル・ド・ロビアンによって再び提出され、2020年開通を予定している。

## 経路
|        |                                                                        |                                                                        |
| IC/JCT | 北回り                                                                 | 南回り                                                                 |
| 1      | A13                                                                    | A13                                                                    |
| 2      | D134, サン＝シール＝レコール                                           |                                                                        |
| 3      | N12                                                                    | N12                                                                    |
| 4      | A12B (入り口のみ)                                                      |                                                                        |
| 5      | N10, モンティニー＝ル＝ブルトンヌー (サン＝カンタン＝アン＝イヴリーヌ) | N10, モンティニー＝ル＝ブルトンヌー (サン＝カンタン＝アン＝イヴリーヌ) |